# تریسنکر (دهانه)
تریسنکر یک دهانه برخوردی در ماه است.

## دهانه‌های اقماری
این دهانه ۶ دهانه اقماری دارد.
| Triesnecker | عرض جغرافیایی | طول جغرافیایی | قطر         |
| ----------- | ------------- | ------------- | ----------- |
| E           | ۵٫۶° N        | ۲٫۵° E        | ۵٫۰ کیلومتر |
| D           | ۳٫۵° N        | ۶٫۰° E        | ۶٫۰ کیلومتر |
| G           | ۳٫۷° N        | ۵٫۲° E        | ۳٫۰ کیلومتر |
| F           | ۴٫۱° N        | ۴٫۸° E        | ۴٫۰ کیلومتر |
| H           | ۳٫۳° N        | ۲٫۸° E        | ۳٫۰ کیلومتر |
| J           | ۳٫۳° N        | ۲٫۵° E        | ۳٫۰ کیلومتر |